# ویادانا
ویادانا (به ایتالیایی: Viadana) یک کومونه در ایتالیا است که در استان منتووا واقع شده‌است.

## خصوصیات
ویادانا ۱۰۲٫۲ کیلومترمربع مساحت و ۲۰٬۰۸۳ نفر جمعیت دارد و ۲۶ متر بالاتر از سطح دریا واقع شده‌است.

## خواهرخوانده
شهرهای کوترو، Gmina Kleszczów، آلبا ایولیا و Kleszczów, Łódź Voivodeship خواهرخوانده‌های ویادانا هستند.